# Ișnovăț
Ișnovăț è un comune della Moldavia situato nel distretto di Criuleni di 1.580 abitanti al censimento del 2004